# 昆明学院
24°58′38″N 102°47′40″E / 24.97722°N 102.79444°E
昆明学院，是位于中华人民共和国昆明市的一所全日制普通高等学校。

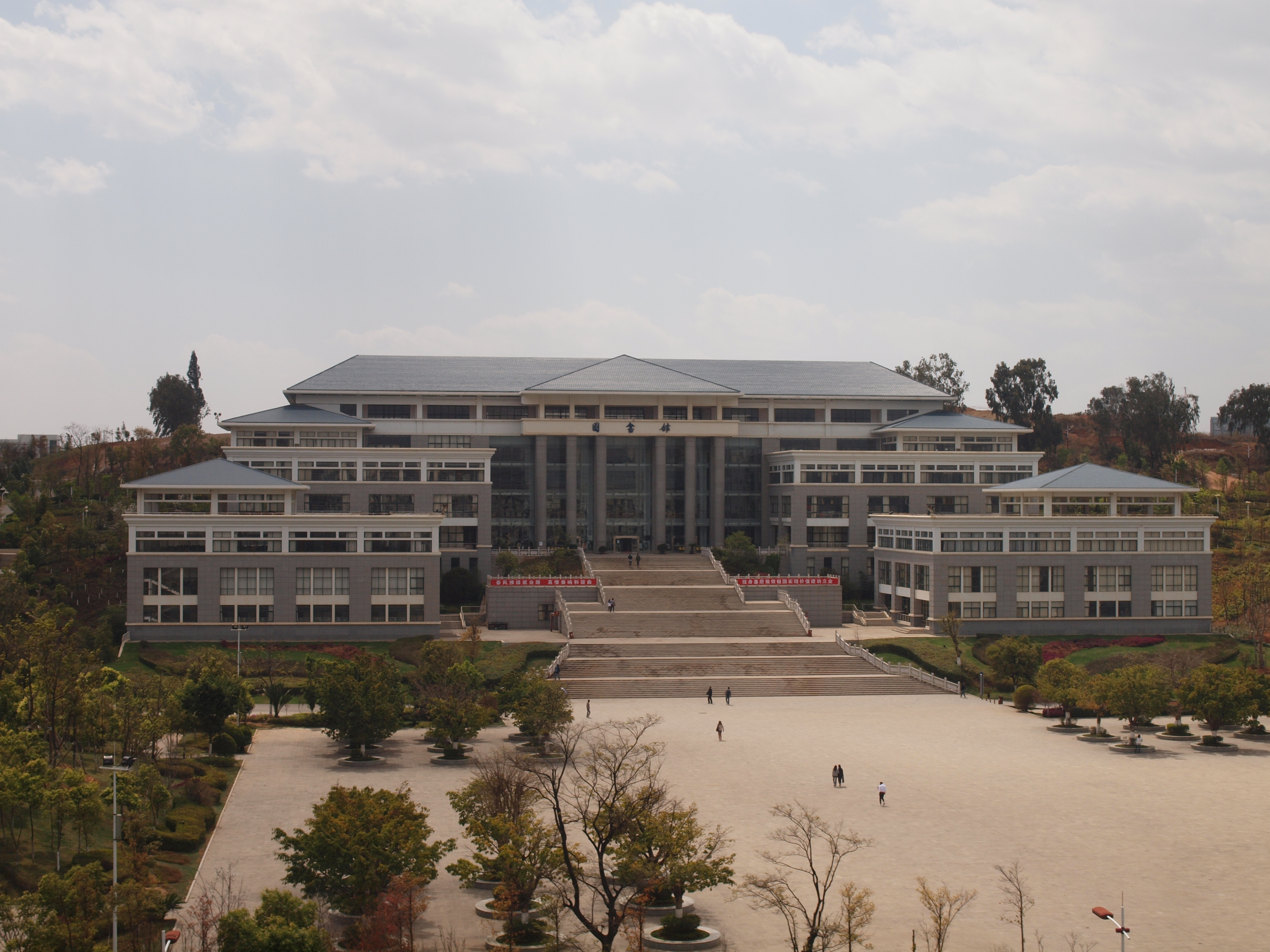
昆明学院图书馆。

## 学校简介
中华人民共和国教育部于2004年5月批准建立昆明学院，该校由原昆明师范高等专科学校和昆明大学(专科）二校合并建立。